# Wilkmanita
La wilkmanita és un mineral de la classe dels sulfurs. Anomenat així per Wanold Wrydon Wilkman, geòleg finès.

## Característiques
La wilkmanita és un sulfur de fórmula química Ni₃Se₄. Cristal·litza en el sistema monoclínic. La seva duresa a l'escala de Mohs és 2,5.
Segons la classificació de Nickel-Strunz la wilkmanita forma part del grup 2.D0.15 (Sulfurs metàl·lics; M:S = 3:4 i 2:3). Segons la classificació de Dana comparteix el grup de la classificació amb la brezinaïta i la heideïta.

## Formació i jaciments
Es forma com a mineral primari i com a producte d'alteració de la sederholmita en sills de diabases albítiques que tallen formacions esquistoses, associat amb mineralitzacions d'urani de baix grau. Es troba associat a sederholmita, penroseïta, seleni natiu, ferroselita, vaesita, cattierita i calcita. Només s'ha descrit a la seva localitat tipus.